# Birsigviaduct
Het Birsigviaduct is een van de drie grote viaducten in de Zwitserse stad Bazel. De officiële naam is Viaduktstrasse, maar Birsigviaduct is de courant gebruikte benaming.
Deze constructie, die zowel door het auto- als het tramverkeer wordt gebruikt, verbindt de zuidelijke stadsdelen Bachletten en Gundeldingen met delen van het Ring-Quartier. Eronder stroomt de Birsig in de richting van de binnenstad en de monding in de Rijn. Ook wegen en een tramlijn gaan eronderdoor.
Het viaduct werd gebouwd in 1886 en was aanvankelijk een spoorviaduct. In 1902 en 1903 werd de brug verbreed. Van 1932 tot 1934 werd de hoogbouw van het Rialto-zwembad aan het viaduct gebouwd.
Tot aan de wegvernieuwing in 2013 stond een opvallende grote stervormige tekening op het brugdek. Deze werd particulier aangebracht op de plaats waar in 1999 een studente een dodelijk verkeersongeval had.